# 石川盛行
石川 盛行（いしかわ もりゆき）は、江戸時代の武士。

## 概要
父は近衛家に仕えた奥藤大夫保之、母は近衛家の家司であった下村頼母介某の娘。奥氏は清和源氏満季流とされる。
母は近衛煕子の乳母であった。煕子は延宝7年（1679年）6月に甲府藩主であった徳川綱豊（後の家宣）と縁組し、12月1日に甲府家の上屋敷である桜田御殿に入った。盛行と母は江戸に下向した煕子に同行し、桜田御殿で小姓組を勤め、後に奏者番へと転じた。
宝永元年（1704年）12月には、綱豊が名を「家宣」と改め、叔父の第5代将軍・徳川綱吉の世子として江戸城西の丸へ迎えられると、煕子は御簾中として西の丸の大奥へ入った。盛行はこれに相伴し、12月12日には桐間番の組頭となり、蔵米500俵を賜り、同月22日には布衣を着することを許された。同3年（1706年）8月3日には武蔵国多摩郡・相模国鎌倉郡・高座郡に合計500石の知行地を賜った。翌年（1707年）7月13日には西の丸の桐問番の頭となり、従五位下・摂津守に叙任された。後には江戸城の本丸に勤務した。同7年（1710年）には母が没したことで、閏8月2日に蔵米と月俸を知行地に改めて、高座郡内の200石を新たに加えられた。正徳3年（1713年）5月18日には桐間番が廃止されたことで寄合となり、享保11年（1726年）4月26日に致仕した。この際、家宣から和歌を賜ったという。同15年（1730年）11月23日に66歳で死去し、深川の浄心寺に葬られた。

## 子供
実子はおらず、養子には神尾弥五兵衛某の子である盛好、近衛家の家司・下村頼母介高峰の子である保和・土屋正慶室・田中勝芳室・安藤定供室・高林昌雄室がいる。